# Попович Василь Іванович
Василь Іванович Попович (нар. 31 березня 1960, Долина) — український вчений-оториноларинголог. Доктор медичних наук (2001), професор, завідувач кафедри оториноларингології, офтальмології з курсом хірургії голови та шиї Івано-Франківського національного медичного університету.

## Життєпис
Василь Попович народився 31 березня 1960 року у місті Долина Івано-Франківської області. Батько — Іван Миколайович Попович — головний бухгалтер Долинського газопереробного заводу. Мати — Віра Іванівна — вчителька математики.
Навчався у Долинській середній школі № 4, після чого вступив у Львівське медичне училище, яке закінчив з відзнакою у 1978 році. У 1978—1979 роках працював лаборантом патолого-анатомічного відділення Львівського обласного туберкульозного диспансеру. 1979 року вступив до Томського медичного інституту, де навчався на лікувальному факультеті, який курсу оториноларингології в закінчив з відзнакою у 1985 році.
Після закінчення вишу працював в Томській області лікарем отоларингологом, лікарем санітарної авіації. Пізніше у Науково-дослідному інституті онкології Томського наукового центру Російської академія медичних наук, де пройшов шлях від аспіранта до головного лікаря та старшого наукового співробітника.
1992 року достроково захистив кандидатську дисертацію, завдяки чому став старшим науковим співробітником відділення пухлин голови і шиї НДІ онкології Томського наукового центру Російської АМН. У 2000 році став доктором наук, захистивши дисертацію за темою «Сучасні методи лікування хворих на рак орофарингеальної області, шкіри і нижньої губи» у вченій раді Російського онкологічного наукового центру Російської академії медичних наук. Диплом доктора наук Росії у 2001 році був нострифікований Вищою атестаційною комісією України.
З 2001 року, після повернення на Батьківщину, завідувач курсу оториноларингології в Івано-Франківському національному медичному університеті, який згодом реорганізований в кафедру отоларингології з курсом хірургії голови та шиї.
З 2014 року — головний спеціаліст Міністерства охорони здоров'я України, а з 2017 року — член експертної групи МОЗ України за напрямом «Отоларингологія. Дитяча отоларингологія. Сурдологія».
Засновник «Школи доказової медицини».

## Науковий доробок
Свою наукову діяльність присвятив вивченню проблеми лікування пухлин голови та шиї, можливостям променевої діагностики при захворюваннях ЛОР-органів, та розвитку методів мініінвазивної хірургії, зокрема розробці органозберігаючих методик лікування, а також профілактиці і лікуванню променевих уражень нормальних тканин. Важливий напрям наукових досліджень Поповича — боротьба із поширенням антибактеріальної резистентності.
Був керівником авторського колективу з двох наукових відкриттів у галузі медицини, які стосувались проблем поліпозного риносинуситу та бронхіальної астми, асоційованих з непереносністю аспірину. Усі відкриття були підтверджені дипломами Міжнародної академії авторів наукових відкриттів.
Автор і співавтор понад 400 наукових публікацій, 2 наукових відкриттів, 12 винаходів, 9 методичних рекомендацій (2 видані в Євросоюзі), 7 монографій, 13 навчальних посібників.
Член Міжнародної академії авторів наукових відкриттів, член Української асоціації оториноларингологів, член Європейського товариства оториноларингології і хірургії.

## Нагороди
- Премія ВДНГ СРСР (1991)[2]
- Медаль імені Петра Капиці Російської академії наук (2009)[2]
- Орден «Золотий орел» Європейської академії природничих наук (2009)[2]
- Лауреат премії імені Герасима Терсенова (2011)[2]
- Орден «Шавальє» Бельгійської академії наук (2012)[2]
- Кращий науковець Прикарпаття (2012)[2]
- Номінант Ордену Святого Пантелеймона в номінації «Новатор охорони здоров'я» (2019)[3]